# باول كالاغان
باول كالاغان (بالإنجليزية: Paul Callaghan)‏ هو فيزيائي نيوزيلندي، ولد في 19 أغسطس 1947 في وانجانوي في نيوزيلندا، وتوفي في 24 مارس 2012 في ويلينغتون في نيوزيلندا بسبب سرطان القولون.